# ラモン・スベルカソー・ビクーニャ

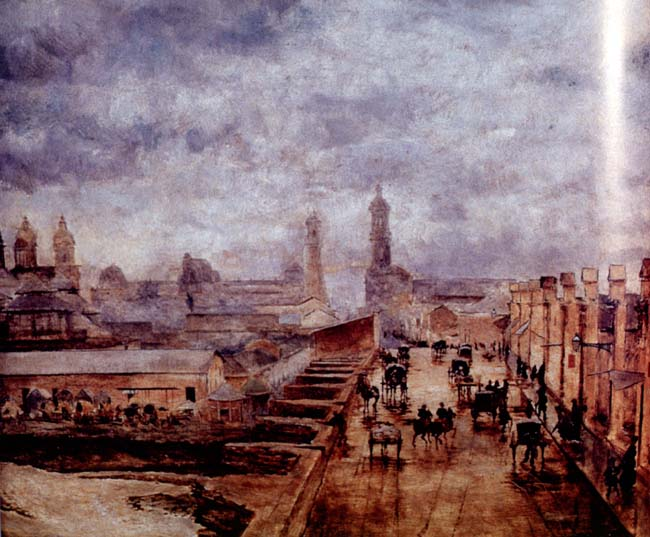
スベルカソー・ビクーニャ作、サンティアゴの橋の見える風景画(1875)

ラモン・スベルカソー・ビクーニャ（Ramón Subercaseaux Vicuña、1854年4月10日 - 1937年1月19日）は、チリの外交官、画家である。ヨーロッパで外交官として働き、多くのヨーロッパの画家とも交流した。1915年に1年間、チリの外務大臣も務めた。

## 略歴
チリ中部のバルパライソに生まれた。祖父はフランス生まれで、チリの鉱業開発のパイオニアで、父親は実業家でチリの上院議員も務めた裕福な家族の13人兄弟の末子に生まれた。サンティアゴのColegio San IgnacioとInstituto Nacionalで初等教育を受けた後、1871年からチリ大学で法律を学んだ。大学で学びながら、サンティアゴの美術学校の2代目校長で、ドイツ出身の画家エルンスト・キルヒバッハから個人指導を受けた。1874年に法律を学ぶのを止め、ローマに絵の修行に出て、ローマ在住のスペイン人画家、ホセ・ガルシア・ラモス（José García Ramos: 1852-1912）の指導を受けた。
チリで政治活動を始め、1876年にアンゴルの代理議員(diputado suplente)になった。1879年に裕福な政治家の娘で、画家のホセ・トマス・エラスリス（1856-1927）の妹のAmalia Errázuriz Urmenetaと結婚した。同じ年に保守党の議員に選出された 。1884年に議員の任期が終わるとパリの領事を務めた。画家としては1880年代にはフランス印象派の影響を受けたバルパライソの都市景観を描いた作品を制作した。1884年に友人と雑誌『Revista de Artes y Letras』を創刊した。この頃ヨーロッパで有名な画家、ジョン・シンガー・サージェントらと知り合い、サージェントはスベルカソー・ビクーニャやその妻などの肖像画を描いている。
1897年、チリの公式代表として、ロンドンで行われたイギリスのヴィクトリア女王の即位60周年記念式典に参加した。1903年にチリに戻り、1906年から1912年の間は、上院議員を務めた。フアン・ルイス・サンフエンテス（Juan Luis Sanfuentes）が大統領になると、1915年12月23日から1916年4月27日まで外務大臣を務めた 。ベルリンとウィーンでチリ大使を務めた後、1924年からローマ教皇庁の大使に就任し、1930年まで大使を続け、ローマの建築や風景、教会の内部などを描いた作品を残した。
外交官としての貢献からプロイセン王国やイタリアから勲章を受けた。
1937年にチリのビニャ・デル・マールで没した。

## 有名画家によるスベルカソー・ビクーニャや家族の肖像画

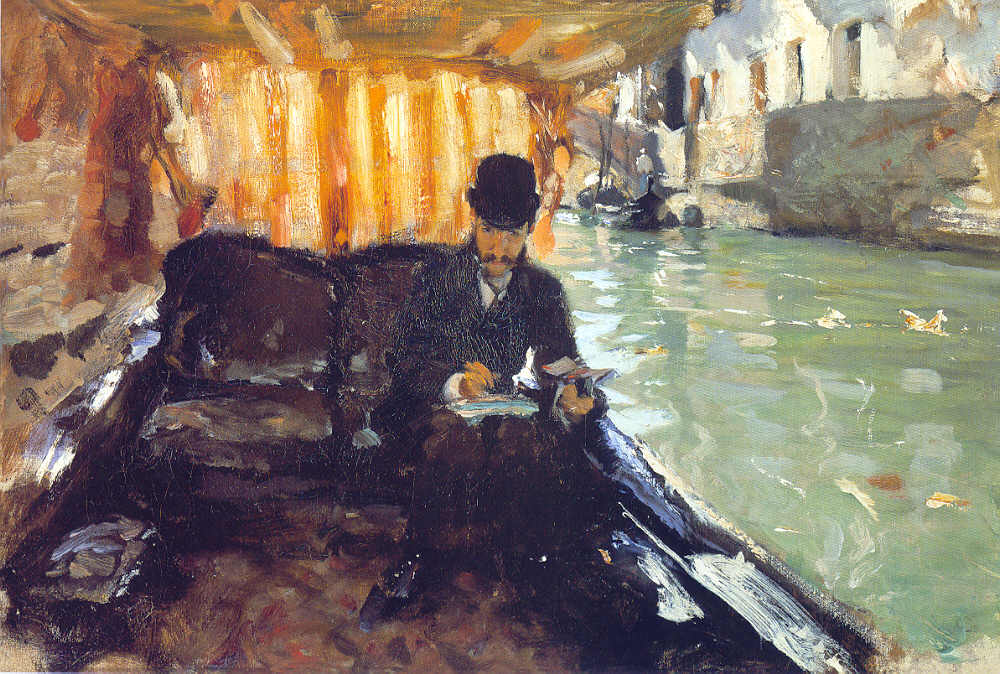
ジョン・シンガー・サージェント作 スベルカソー・ビクーニャの肖像画 (1880)
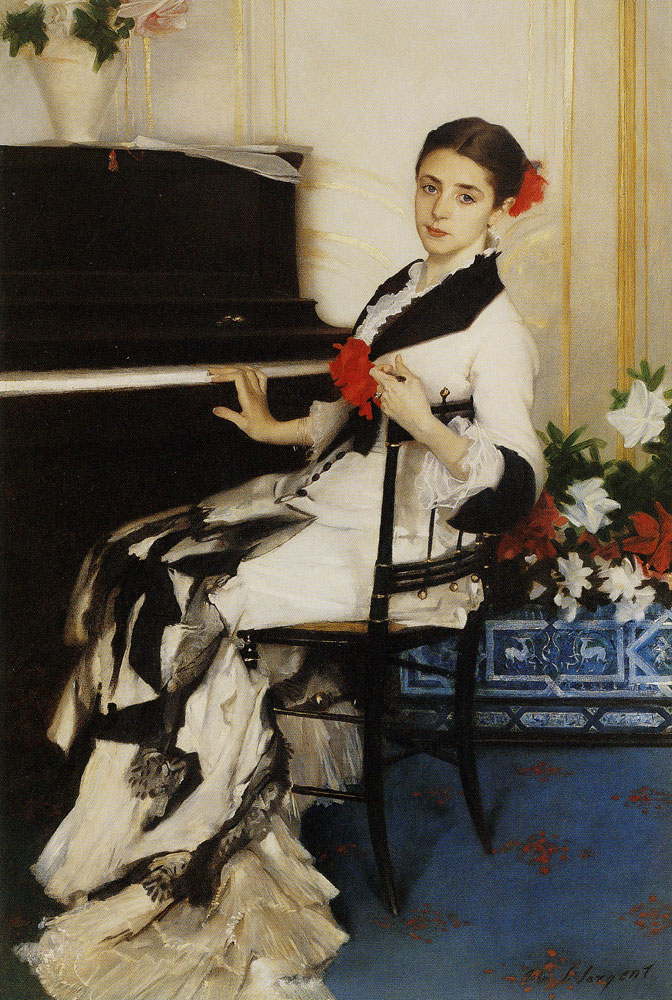
ジョン・シンガー・サージェント作 スベルカソー・ビクーニャ夫人の肖像画 (1880/1881)
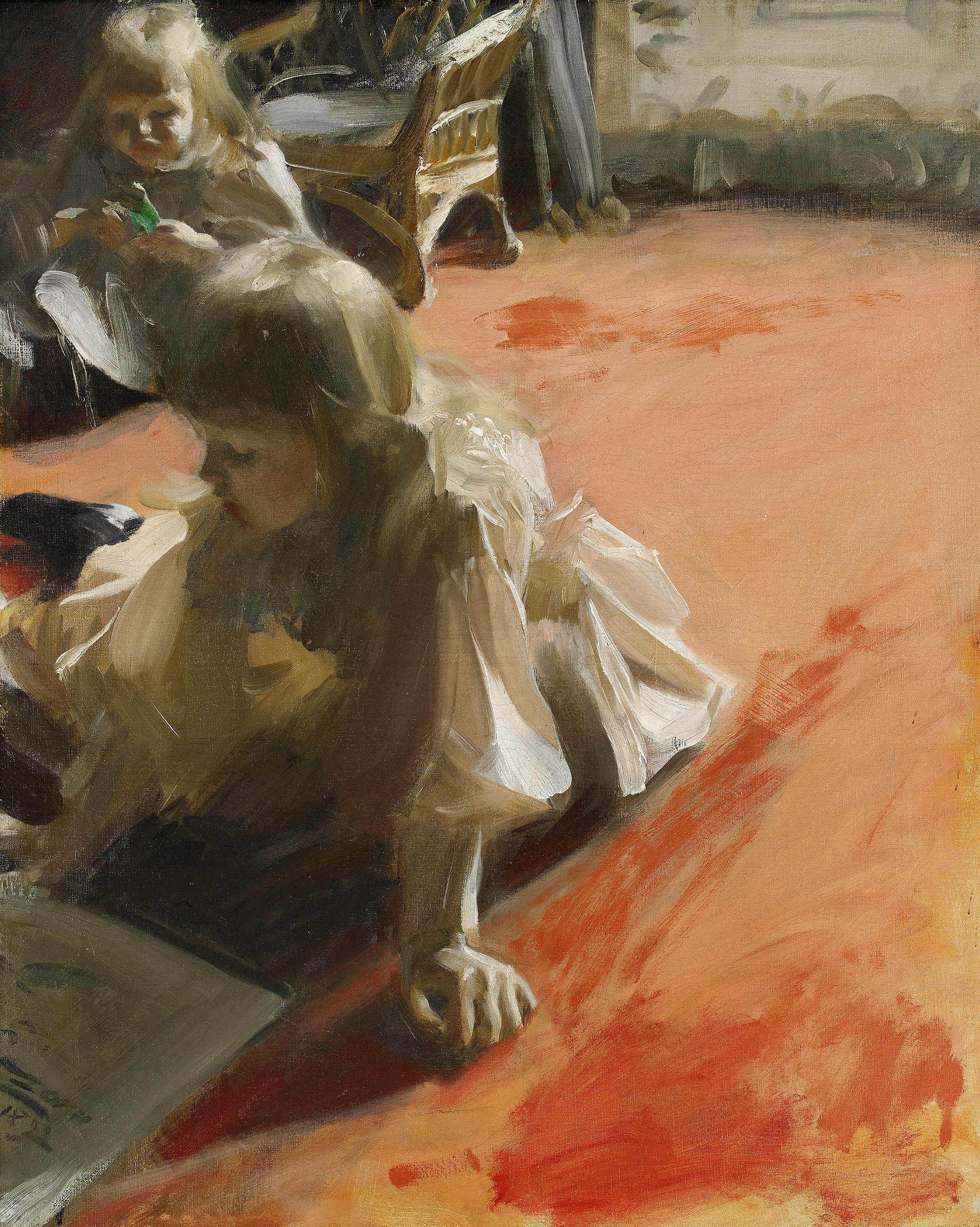
アンデシュ・ソーン作 「ラモン・スベルカソーの娘たちの肖像」 (1892)
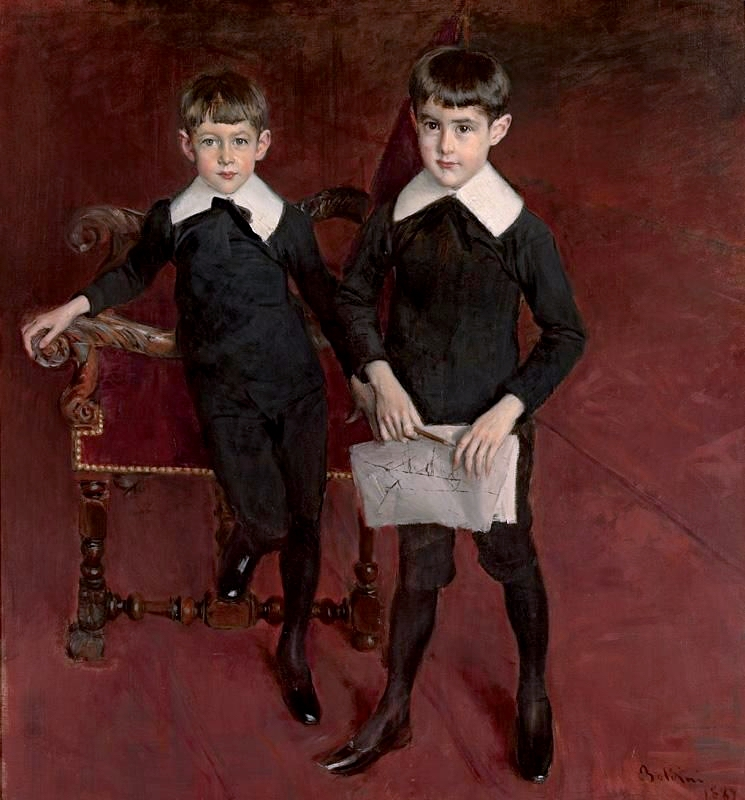
ジョヴァンニ・ボルディーニ作 「ラモン・スベルカソーの息子たちの肖像」(1887)
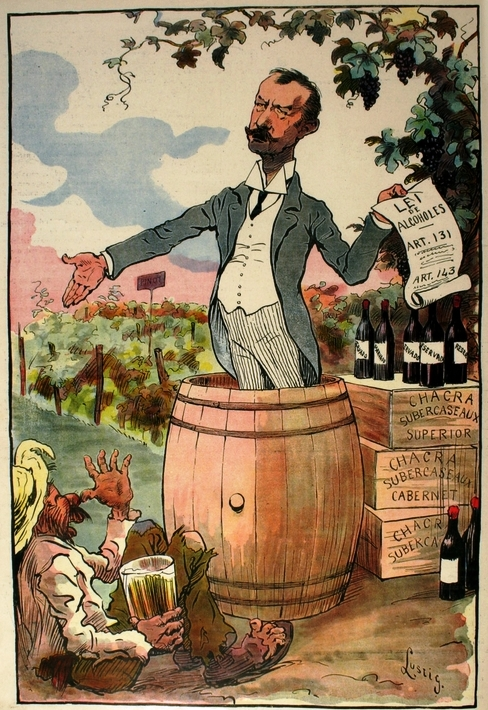
1906年に描かれtカリカルチュア